# Santiago Urdiales
Santiago Urdiales Márquez (* 30. März 1980 in Santander, Spanien) ist ein spanischer Handballtrainer, der zuvor als Handballspieler auf der Spielposition Linksaußen aktiv war.

## Spielerlaufbahn

### Vereinskarriere
Santiago Urdiales begann in seiner Geburtsstadt Santander mit dem Handballspiel. Für den örtlichen Erstligisten CB Cantabria Santander debütierte er 1997 in der spanischen Liga Asobal. Mit Cantabria gewann er in der Saison 1997/1998 den Europapokal der Pokalsieger sowie die Copa Asobal. 2001 wechselte er zum aufstrebenden Verein BM Ciudad Real, wo er in den Spielzeiten 2001/2002 und 2002/2003 wieder den Europapokal der Pokalsieger, 2003 die Copa del Rey sowie 2004 die spanische Meisterschaft und die Copa Asobal gewann. Mit der Ankunft Mirza Džombas 2004 sah er für sich jedoch keine Einsatzchancen mehr und kehrte zu seinem alten Verein aus Santander zurück. Dort gewann er keine weiteren Titel; 2006 unterschrieb er einen Vertrag beim Topclub Ademar León, mit dem er in der Saison 2006/2007 ins Finale des Europapokals der Pokalsieger einzog, dort jedoch gegen HSV Hamburg unterlag. 2008 wechselte er zum Ligarivalen SDC San Antonio. Hier beendete er 2011 seine Karriere.

### Auswahlmannschaften
Santiago Urdiales lief von 1997 bis 2007 auch für Auswahlmannschaften der Real Federación Española de Balonmano (RFEBM) auf.
Er debütierte für Spaniens Nationalauswahl mit der Jugendnationalmannschaft am 20. Juli 1997 gegen Schweden bei den europäischen Olympischen Sommer-Jugendtagen 1997. Mit dem Team nahm er auch an der U-18-Europameisterschaft 1999 teil, bei der Spanien den 2. Platz belegte. Bis August 1999 wurde Urdiales in 27 Spielen der Jugendauswahl aufgeboten und warf darin 100 Tore.
Im Januar 2000 wurde er in die Juniorennationalauswahl berufen. Mit ihr nahm er an der U-20-Europameisterschaft 2000 (3. Platz) und der U-21-Weltmeisterschaft 2001 (3. Platz) teil. Bis September 2001 bestritt er insgesamt 43 Spiele und erzielte 187 Tore für Spanien.
Urdiales lief am 31. Oktober 2001 erstmals für die spanische A-Nationalmannschaft auf. Er debütierte beim Supercup 2001 im Spiel gegen Kroatien, in dem er zwei Tore warf. Er nahm an der Europameisterschaft 2002 (7. Platz) teil. Bis Juni 2007 bestritt er 17 Länderspiele für die spanische Nationalmannschaft und war darin 19 Tore.

## Trainerlaufbahn
Urdiales übernahm 2012 die zweite Mannschaft von Cátedra 70 de Malagón, ein Jahr später wurde er Cheftrainer der ersten Mannschaft dieses Vereins aus Malagón. Anschließend wurde er Trainer des Club Balonmano Caserío Ciudad Real. 2025 erreichte er mit seinem Verein den Aufstieg in die 1. Liga.

## Erfolge
- 3 × Europapokal der Pokalsieger: 1997/1998, 2001/2002 und 2002/2003
- spanische Meisterschaft
- Copa del Rey
- Copa Asobal

## Privates
Sein älterer Bruder Alberto Urdiales war ebenfalls Handballnationalspieler auf der Position Rechtsaußen.